# Ostasio II da Polenta
Ostasio II da Polenta (Ravenne, ? – 1396) est un condottiere italien du XIVe siècle, seigneur de Ravenne.

## Biographie
En 1382, Ostasio II da Polenta fils de Guido III était au service de la maison d'Anjou. En 1386 il combattit sous les ordres de son beau-frère Antonio della Scala, seigneur de Vérone contre celui de Padoue Francesco da Carrara.
En 1387, il était à la tête d'une milice de 1 500 cavaliers et, avec Giovanni Ordelaffi, il affronta la Compagnia Bianca de Giovanni Acuto, qui était au service des Carraresi.
À la bataille de Castagnaro, Ostasio, à la tête des troupes véronaises, fut défait par les Padouans.
En 1389, il fut fait vicaire pontifical de Ravenne jusqu'à sa mort survenue en 1396.

## Sources
- (it) Cet article est partiellement ou en totalité issu de l’article de Wikipédia en italien intitulé « Ostasio II da Polenta » (voir la liste des auteurs).